# ربطة عنق بيضاء

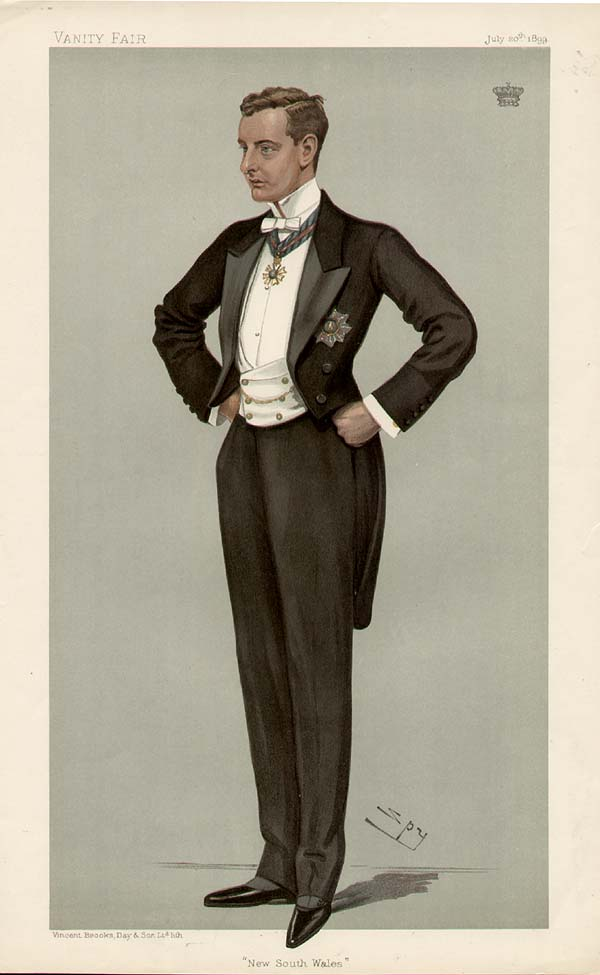
رجل يرتدي ربطة عنق بيضاء عام 1899

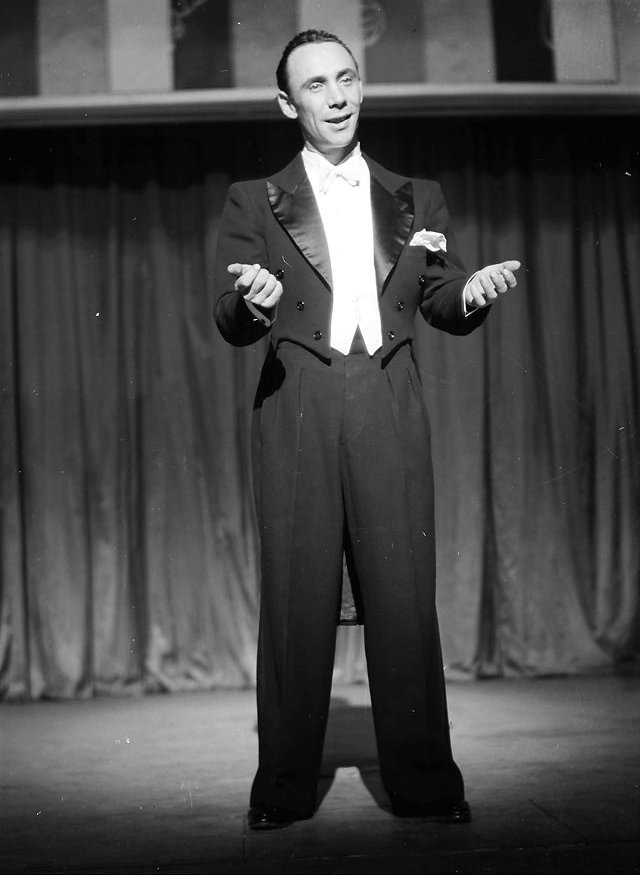
الممثل الألماني رودولف بلات يرتدي ربطة عنق بيضاء على خشبة المسرح في عام 1937

ربطة عنق بيضاء (بالإنجليزية: White tie)‏ وتسمى أيضاً ثوب كامل، مساء اللباس، والكامل مساء اللباس، هو رمز مساء اللباس الرسمي في معظم الأزياء الغربية. بالنسبة للرجال، وتتكون من رئيس خدم يرتدي بذلة سوداء تلبس فوق قميص منشى الأبيض مارسيلا صدرية والأبيض مسمى التعادل القوس ارتداؤها حول طوق للانفصال. سراويل سوداء عالية مخصر والأحذية براءات الاختراع والجلود تكمل الزي، على الرغم من الزينة يمكن أن ترتديه وقبعة وشاح أبيض مقبولة والاكسسوارات. ارتداء المرأة الكاملة فساتين السهرة طول، واختيارياً، والمجوهرات، والتيجان، وحقيبة صغيرة مساء قفازات.

## روابط خارجية
- A guide to the White Tie dress code by the Black Tie Guide